# Fodé
 (septembre 2017).
Fodé est un village de la commune de Voungba-Balifondo, dans la préfecture de Mbomou en République centrafricaine.

## Situation
Le village est situé sur l'axe Bangassou-Yalinga à 125 km au nord-est du chef-lieu de préfecture : Bangassou, dans la vallée de la rivière Mbari.

## Histoire
Le 29 avril 2017, le village est attaqué par un groupe armé, probablement la LRA. Le bilan est de deux morts et de plusieurs blessés ainsi qu'une cinquantaine d'habitations incendiées.